# Club Deportivo Oro
Il Club Deportivo Oro è una squadra messicana di calcio con sede a Guadalajara (Jalisco).

## Storia
Il club venne fondato il 6 gennaio 1925 dagli imprenditori Albino Rubalcaba e Felipe Martinez Sandoval e dopo aver partecipato a vari campionati locali e dilettantistici, nella stagione 1944-1945 accede alla massima divisione messicana, perdendo la partita di debutto per 3-1 contro l'Atlas. L'Oro chiuse il campionato al tredicesimo e ultimo posto.
Le prestazioni migliorarono rapidamente, ottenendo già nel campionato seguente il quarto posto finale e raggiungendo la finale di Copa México 1946-1947, persa contro il Moctezuma.
Nella Primera División 1947-1948 perse il titolo, perdendo il doppio spareggio con il León, con cui aveva chiuso la stagione regolare al primo posto pari merito.
Nella stagione 1951-1952 l'Oro ottiene il quarto posto in campionato, mentre l'attaccante del club Adalberto López vinse il titolo di capocannoniere del torneo con 16 reti.
Il club ottiene un altro secondo posto nella Primera División 1953-1954, mentre il suo giocatore Juan Carlos Carrera fu capocannoniere del torneo con 21 reti, a pari merito con il già citato López, passato al Guadalajara, e Julio Palleiro del Necaxa.
Un nuovo secondo posto fu raggiunto nella stagione 1955-1956, perdendo lo spareggio per il titolo nuovamente contro il León, con cui era giunto a pari punti, ed il suo attaccante Héctor Hernández García ottenne il titolo di capocannoniere con 25 reti.
Altro secondo posto fu raggiunto nella stagione 1960-1961, alle spalle dei rivali cittadini del Guadalajara.
Dopo quattro secondi posti, l'Oro, guidato dal magiaro Árpád Fekete, vince la Primera División 1962-1963, suo unico titolo nazionale, sopravanzando di un punto il Guadalajara, mentre il suo giocatore Amaury Epaminondas, vince il titolo di capocannoniere con 19 reti. L'Oro si aggiudicò anche la Campeón de Campeones 1963, battendo per 3-1 i rivali cittadini del Guadalajara, vincitori della coppa.
La vittoria del campionato diede la possibilità di partecipare alla CONCACAF Champions' Cup 1963, da cui l'Oro fu estromesso al primo turno dai dilettanti statunitensi del New York Hungaria.
L'Oro raggiungerà un altro secondo posto nella stagione 1964-1965, ove Epaminondas si aggiudica nuovamente il titolo di capocannoniere con 21 reti.
Nella stagione 1968-1969 evita la retrocessione in cadetteria, grazie alla vittoria negli spareggi contro il Nuevo León.
Nel 1970 il club viene rilevato da alcuni imprenditori che lo trasformarono nello Jalisco.
Vari tentativi di rifondazione furono tentati a partire dagli anni '90, per stabilizzarsi a partire dal 2008 con la fondazione dei Mulos del Club Deportivo Oro.

## Palmarès

### Competizioni nazionali
- Campionato messicano: 1

1962-1963
- Campeón de Campeones: 1

1963

### Altri piazzamenti
- Copa México:

Finalista: 1946-1947